# 下流社會

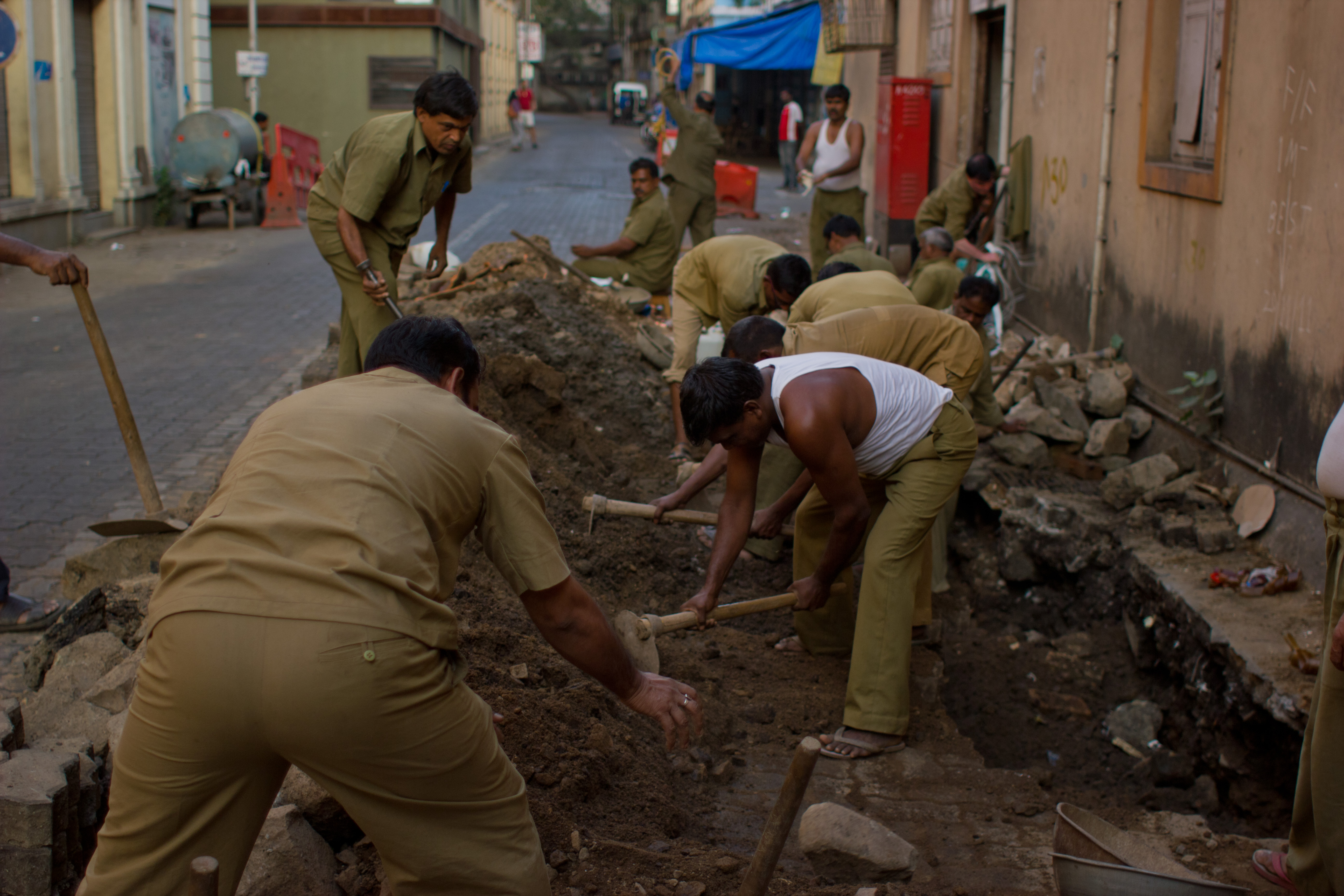
從事派遣工作的下層勞工

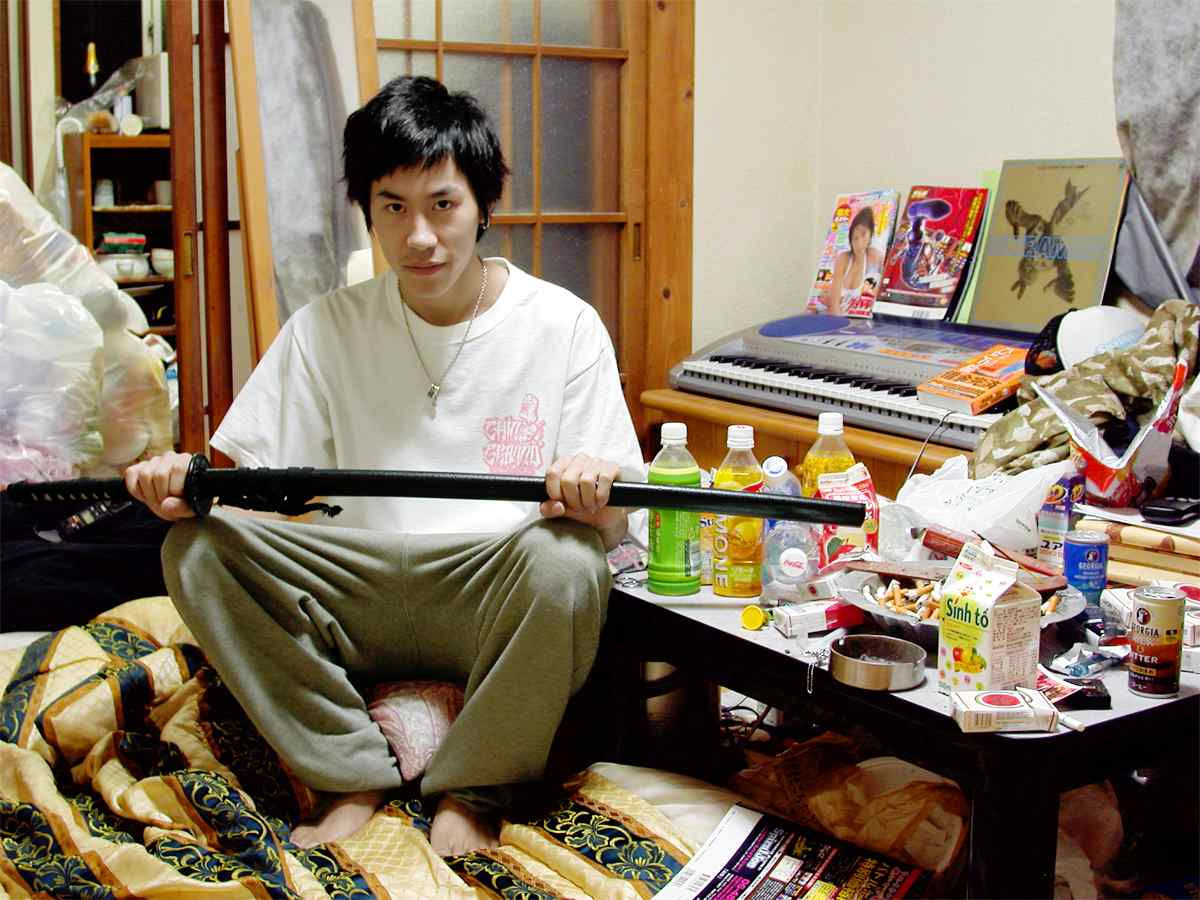
日本一個隱蔽青年

下流社會一詞是日本社會學家三浦展於其2006年著作《下流社會：新社會階級的出現》中所提出的。大意為於全球化之趨勢下及社會階級的變動中，中產階層漸漸失去其特徵及優勢並下沉為下層社會的一群。
探討下流化的成因，三浦展認為是兩種大因素構成，一是全球化加速的資本主義的惡性競爭，配合日本的長期不景氣，因此正職的終身雇用工作變得稀少，大量年輕人收入不穩定又沒未來的低薪勞動派遣工作導致對人生的自我半放棄，若是想要從M型社會的一端跳到另一端得到有前途的工作，需要極大程度的拚勁和努力。
二是目前的年輕一代從小就生長在經濟的已發展期，基本衣食無虞，可以靠上一代資助也不致餓死，與戰後第一代日本人必須拼命求生的狀況不同；所以在突然面對慘烈競爭的全球化社會容易躲入「自我安全區」過著隨興輕鬆的生活，並自認是追求生活品質、人生不必那麼累……等安慰、小確幸思想的出現，最終職涯無法累積收入也持續在低檔，沒有人生目標地活著。

## 特徵
三浦展提出了12個檢測問題，若有6題以上為是，就表示你有落入下流社會的人生觀：
1. 時常整天待在家上網、打電動玩具
2. 只想輕鬆的過每一天
3. 能每天過著像自己的生活是最好的
4. 隨心所欲，只做自己喜歡做的事
5. 凡事嫌麻煩，個性散漫，喜歡悶在家裡
6. 喜歡一個人獨處
7. 覺得自己個性樸實、不起眼
8. 認為流行就是展現自我風格
9. 有時覺得，吃東西是一件麻煩的事
10. 常常吃零食和速食
11. 年收入尚未達到實際年齡的10倍（以1萬日圓為計算單位）
12. 未婚（男性33歲以上、女性30歲以上）

## 迴響
目前還有台灣歌手元衛覺醒以此名稱當作專輯名稱，說明下流社會也可以過得很快樂，並把一度只剩下一百元度日的生活紀錄於MV當中。
2022年，香港唱作女歌手陳蕾推出歌曲《下流社會》，以「悲觀至樂觀」的「低欲望」心態，透過激昂急速的搖滾曲風，回應當下的社會現象。